# Athysanella modesta
Athysanella modesta är en insektsart som beskrevs av Ball och Beamer 1940. Athysanella modesta ingår i släktet Athysanella och familjen dvärgstritar. Inga underarter finns listade i Catalogue of Life.